# Michel Gaudry
Michel Gaudry (* 23. September 1928 in Eu (Seine-Maritime), Frankreich; † 29. Mai 2019 in Saint-Lô) war ein französischer Jazzbassist.

## Leben und Wirken
Vor seiner Ausbildung zum technischen Zeichner spielte Gaudry zunächst Klavier und Klarinette in Pariser Clubs wie dem Lorientais, wo er unter anderem Claude Luter begleitete. Im Jahr 1955 hatte er sein Debüt als professioneller Musiker in Lausanne, wo er auch am Konservatorium Kontrabass studierte und an der Seite von Musikern wie Michel Hausser und Gérard Le Coat spielte.
Nach seiner Rückkehr nach Paris 1957 wurde Gaudry ein gefragter Bassist. Er spielte in verschiedenen Clubs, unter anderem mit dem Pianisten Art Simmons und seinem Trio (Pierre Cullaz, Pierre Cavalli, später mit Elek Bacsik) im Mars-Club.
Gaudry arbeitete mit vielen Musikern der französischen Jazzszene, wie Georges Arvanitas, Guy Lafitte, Henri Renaud, René Urtreger, Jack Diéval, Stéphane Grappelli und der Formation Les Double Six. Außerdem begleitete er viele amerikanische Musiker, die sich in Paris aufhielten, wie Dexter Gordon, Lee Morgan, Sonny Stitt, Billie Holiday, Duke Ellington, Bud Powell, Clark Terry, Barney Kessel, Lou Bennett, Billie Poole und Kenny Clarke. In den 1970er Jahren war er Mitglied der Formation „Swing Machine“ von Gérard Badini mit Raymond Fol und Sam Woodyard.
Zudem war er ein gefragter Studiomusiker. Er begleitete zahlreiche französische und internationale Stars wie Barbara, Serge Gainsbourg, Jeanne Moreau, Claude Nougaro, Serge Lama, Nancy Holloway, Georges Moustaki (Déclaration) und Joséphine Baker.

## Auswahldiskographie
- Clark Terry Sextet: Clark Terry (Swing, 1960)
- Bud Powell: Blues For Bouffement (Black Lion, 1964); Relaxin' At Home, 1961-64 (Mythic Sound); The Legacy (Jazz Door, 1953–64)
- Wes Montgomery: The NDR Hamburg Studio Recordings (1965, ed. 2021)
- Stéphane Grappelli: Meets Barney Kessel (Black Lion, 1969)
- Lionel Hampton: Ring Dem Vibes – Jazz In Paris (Emarcy, 1976)
- Cat Anderson: Plays W.C.Handy (Black & Blue, 1977/78)
- Buddy DeFranco: Five Notes of Blues (Musidisc, 1991)
- Dave Frishberg: Where You At? (Blloomdido, 1991)